# توني نادال
انطونيو نادال "العم توني" (بالإسبانية: Antonio Nadal Homar) هو مدرب كرة مضرب أسباني، ولد في 21 فبراير عام 1961 في ماناكور، مايوركا في إسبانيا.

## الحياة الشخصية
ينتمي توني نادال إلى عائلة مترابطة جدا والتي تنحدر من منطقة ماناكور الواقعة في مدينة مايوركا الأسبانية توني واشقائه سيباستيان وميغيل وأنخل نادال كل شخص بينهم له تاريخ عريق في الرياضة وأمور أخرى، سيباستيان هو والد لاعب كرة المضرب العالمي رافاييل نادال، وتملك هذه العائلة مطعم كبير في مايوركا حيث أن أخ توني أنخل هو أحد نجوم فريق برشلونة الأسباني السابقين وهو معتزل منذ فترة طويلة وقد شارك في عدة بطولات كأس عالم، توني أيضاً لديه اهتمامات كبيرة في كرة القدم الأ ان حبه الكبير هو لرياضة كرة المضرب جعله يتوجه لعالم التدريب، وقال توني أنه بدء مسيرة التدريب في عالم كرة المضرب بتدريب أبن أخيه سيباستيان رافاييل.

## عالم التدريب
قدم توني معرفته في عالم الكرة الصفراء لابن أخيه رافاييل نادال في سن مبكرة وهي الرابعة، وعلمه الكثير من الامور حيث جعله يغير طريقة لعبه بتحويل اللعب من اليد اليمنى إلى اليد اليسرى وقال توني عن هذا أن رافاييل سيكون بهذا الشكل لاعب مميز وسيعطي التحول هذا فائدة كبيرة في الضربة الخلفية المزدوجة، رافاييل نادال هو لاعب كرة قدم منذ الصغر وكان له مستقبل كبير في هذه الرياضة حيث أنه بقي يمارسها حتى سن 12 سنة، لكن توني قال بأن رافاييل سيحقق نجاحات أكبر بكثير في كرة المضرب، ومنذ ذلك الحين أصبح توني نادال المدرب الأساسي في الحياة الرياضية لرافاييل نادال، معلمه والعقل المفكر لطريقه لعبه وأداءه بالإضافة إلى العلاقة العاطفية المترابطة بينهما والتي جعلت من رافاييل لاعب عظيم، كانت إستراتيجية توني منذ البداية مع رافا هي تعليمه ان يكون متواضع للغاية من رأسه وحتى قدميه وقال أنه يحاول دائما غرس هذه القيم فيه، فلسفة توني هو فقط العمل الجاد لأن العمل الجاد هو السبيل الذي يجعلك تحقق ما تريد، هكذا يقول توني، ويقول دائما يجب أن تطمح إلى التحسين في أداءك.
بفضل توني وبفضل القيم التي زرعها في ابن أخيه رافاييل انطلق الأخير ليكون من بين أفضل لاعبي كرة المضرب في العالم حيث أنه وصل إلى أعلى مراتب النجومية ليكون من بين اللاعبين الأسبان الذين تربعوا على عرش التصنيف العالمي للاعبي كرة المضرب، وبدأ توني جنب إلى جنب مع ابن أخيه بالإضافة إلى الجهات الراعية لرافاييل بالتعاون مع مؤسسات خيرية عالمية من أجل مساعدة الأطفال المعوقين في جميع أنحاء العالم.